# تريسي بوتير
تريسي بوتير (بالإنجليزية: Tracy Potter)‏ هو سياسي أمريكي، ولد في 23 يونيو 1950 في بيسمارك في الولايات المتحدة. حزبياً، نشط في الرابطة الديمقراطية غير الحزبية في داكوتا الشمالية ‏ والحزب الديمقراطي. وقد انتخب عضو مجلس ولاية داكوتا الشمالية.